# Carl Bovallius
Carl Erik Alexander Bovallius, (o Bowallius) (Stoccolma, 13 luglio 1849 – Georgetown, 8 novembre 1907), è stato un naturalista, esploratore e archeologo svedese.
Suo padre fu Robert Mauritz Bovallius, storico e direttore dell'archivio nazionale svedese. Tra il 1870 e il 1880 compì diversi viaggi di esplorazione in Europa, in particolare nelle foreste dell'Europa Settentrionale. Tra il 1881 e il 1883 fu protagonista di una missione in America Latina durante la quale studiò la fauna e la flora locale. Nel corso di una seconda spedizione si dedicò a studi archeologici ed etnografici in America Centrale. I risultati delle sue ricerche nel continente americano vennero esposti in due opere pubblicate alla fine degli anni ottanta del XIX secolo: Nicaraguan antiquities (1886) e Resa i Central-Amerika (1887). Per quanto riguarda la zoologia pubblicò nel 1886 Notes on the family Asellidae, in cui studiò i crostacei della famiglia Asellidae, e nel 1890 The Oxycephalids, nel quale descrisse le caratteristiche della famiglia Oxycephalidae dell'ordine Amphipoda.
Negli ultimi anni della sua vita si dedicò ad attività imprenditoriali, nel 1901 creò una piantagione di cacao nell'isola di Trinidad e nel 1904 divenne direttore di una fabbrica di gomma nella Guyana Britannica.

## Opere
- (EN) C. Bovallius, Nicaraguan antiquities, Stoccolma, P.A. Nordstedt & Söner, 1886.
- (EN) C. Bovallius, Notes on the family Asellidae, Stoccolma, P.A. Nordstedt & Söner, 1886.
- (SV) C. Bovallius, Resa i Central-Amerika, Stoccolma, B. Almqvist & J. Wiksell's Boktryckeri, 1887.
- (EN) C. Bovallius, The Oxycephalids, Uppsala, E. Berling, 1890.